# 李春光 (1940年)
李春光（1940年—2017年6月30日），男，云南大姚人，中国音乐学家，中央音乐学院教授，曾任中国音乐家协会常务理事。

## 家庭
父亲李一平为社会活动家，曾任国务院参事，中国佛教协会副秘书长。